# Стрелков, Виталий Петрович
Вита́лий Петро́вич Стрелко́в, также в некоторых источниках указывается отчество Ива́нович (1908, Москва, Российская империя — 1969, Москва, СССР) — советский футболист. Наиболее известен по выступлениям за московскую команду «Локомотив» во второй половине 1930-х годов.

## Биография
Виталий Стрелков родился в Москве в 1908 году. В 1931 году стал играть за основную команду «Казанки», а спустя год перешёл в столичное «Динамо». Согласно доступной статистике, провёл за «Динамо» 4 матча в весеннем первенстве Москвы 1934 года. Был в составе команды и в осеннем чемпионате.
В 1935 году вернулся в «Казанку», которая в 1936 году при объединении с Клубом Октябрьской Революции (КОР) образовала «Локомотив». Стрелков выступал за «железнодорожников» до 1940 года. В составе этой команды в 1936 году стал обладателем Кубка СССР, в том числе сыграв в финальном матче турнира.
Спортивная пресса в 1936 году особенно выделяла по игровым качествам в линии полузащиты «Локомотива» именно Стрелкова, характеризуя его «крепким хавбеком».
Всего в чемпионатах СССР провёл за «Локомотив» 31 матч, голов не забивал. В Кубке СССР сыграл в 9 матчах.
Виталий Стрелков умер в Москве в 1969 году.

## Титулы и достижения
- Обладатель Кубка СССР (1): 1936